# Score d'Eisinger
Le score d'Eisinger est un outil d'évaluation du risque utilisé pour estimer la probabilité d'une prédisposition génétique au cancer du sein. Il est principalement utilisé en France pour déterminer si un patient doit être orienté vers une consultation en oncogénétique. Développé en 2004, ce système de score analyse les antécédents familiaux afin d'identifier les personnes susceptibles de bénéficier d'examens génétiques approfondis.
Le score d'Eisinger est un outil précieux pour évaluer le risque de cancer du sein et orienter les patientes vers une prise en charge appropriée. Son utilisation plus systématique pourrait améliorer le dépistage précoce et la prévention du cancer du sein, en particulier chez les femmes à haut risque.

## Calcul et interprétation
Le score d'Eisinger est calculé en attribuant des points à des occurrences spécifiques de cancer au sein d'une famille :
- Mutation BRCA1/2 identifiée dans la famille : 5 points
- Cancer du sein chez une femme avant l'âge de 30 ans : 4 points
- Cancer du sein chez une femme entre 30 et 39 ans : 3 points
- Cancer du sein chez une femme entre 40 et 49 ans : 2 points
- Cancer du sein chez une femme entre 50 et 70 ans : 1 point
- Cancer du sein chez un homme : 4 points
- Cancer de l'ovaire avant l'âge de 70 ans : 4 points[3]

Les points sont additionnés pour chaque cas au sein de la même branche parentale. Le score total est ensuite interprété comme suit :
- Score ≥ 5 : Forte indication pour une consultation en oncogénétique
- Score 3-4 : Indication possible pour une consultation en oncogénétique
- Score 1-2 : Utilité médicale faible, aucune indication pour une consultation en oncogénétique[1],[3]

## Signification clinique
Le score d'Eisinger remplit plusieurs fonctions essentielles en pratique clinique :
- Orientation du dépistage : Il permet d'identifier les patients devant être orientés vers une consultation spécialisée en oncogénétique[1].
- Stratification du risque : En l'absence de mutations identifiées, il aide à évaluer le risque de cancer du sein[1].
- Dépistage personnalisé : En fonction du score, différentes recommandations de dépistage sont formulées :
  - Score < 3 : Examen clinique annuel à partir de 25 ans, dépistage standard à partir de 50 ans.
  - Score ≥ 3 : Orientation vers une consultation en oncogénétique[3].

## Efficacité
Les recherches ont montré que le score d'Eisinger est un outil efficace pour identifier les personnes présentant un risque accru d'être porteuses de mutations BRCA1/2. Une étude de 2023 a révélé que les patients ayant un score d'Eisinger supérieur à 3 avaient une probabilité significativement plus élevée de porter ces mutations par rapport à ceux ayant un score plus bas.

## Limitations
Bien qu'utile, le score d'Eisinger présente certaines limitations :
- Spécificité géographique : Il a principalement été validé dans les populations françaises et pourrait ne pas être directement applicable à d'autres groupes ethniques[4].
- Dépendance aux informations : Un score précis repose sur des antécédents familiaux détaillés, ce qui peut être difficile à obtenir[1].
- Sous-utilisation : Malgré son potentiel, le score n'est pas utilisé de manière systématique dans tous les environnements cliniques, notamment dans les programmes de dépistage organisés[1].

## Intégration avec d'autres outils d'évaluation du risque
Le score d'Eisinger est souvent utilisé en complément d'autres méthodes d'évaluation du risque :
- Pour le dépistage dans la population générale, il peut être combiné avec des outils comme MammoRisk®[4].
- En cas de risque familial élevé, il peut être utilisé en parallèle avec le score Tyrer-Cuzick pour une évaluation du risque plus complète[4].

## Orientations futures
Des efforts sont en cours pour améliorer l'utilisation et l'efficacité du score d'Eisinger :
- Collecte systématique de données : Des initiatives visant à collecter systématiquement les données sur les antécédents familiaux par le biais de programmes de dépistage organisés sont en cours d'exploration[1].
- Intégration avec les tests génétiques : À mesure que les tests génétiques deviennent plus accessibles, le score d'Eisinger pourrait jouer un rôle crucial dans l'identification des candidats au test[1].
- Combinaison avec d'autres facteurs de risque : Des recherches sont en cours pour intégrer le score d'Eisinger avec d'autres facteurs de risque, tels que les scores de risque polygénique, afin d'améliorer la précision de la prédiction du risque[5].

Le score d'Eisinger demeure un outil important dans l'évaluation du risque de cancer du sein, en particulier en France, et continue d'évoluer dans le cadre de stratégies globales visant à identifier et à gérer les individus à haut risque.